# Хасин, Геннадий Борисович
Геннадий Борисович Хасин (25 августа 1935, Борисов — 3 ноября 2020, Минск) — советский футболист, нападающий.
Уроженец Борисова, во время Великой Отечественной войны в 1941—1944 годах проживал у родственников в Самарканде. В 14 лет играл за сборную города, под чужим именем играл в чемпионате БССР. Учился в минском физкультурном техникуме, играл за юношескую команду «Пищевик». В 17 лет был на сборе команды СКА Минск в Сочи, где его заметил тренер «Спартака» Минск Михаил Бозененков. 1954 год провёл в дубле, в чемпионате СССР дебютировал 24 апреля 1955 года в домашнем матче против «Динамо» Москва (1:1), в котором открыл счёт, забив Льву Яшину. Всего за минскую команду сыграл 102 матча, забил 26 голов в классе «А» (1955, 1957, 1960—1962), 69 матчей, 21 гол в классе «Б» (1956, 1958—1959). Играл за «Локомотив» Гомель (1963), «Шинник» Ярославль (1964), «Металлург» Запорожье (1964).
Не обладая классическим ударом, отпускал мяч далеко и бил «вдотяг» самым краем носка. Кроме того, вратари лишались такого фактора, как ориентация по глазам бьющего: Хасин страдал косоглазием. Мяч, пробитый под острым углом, в последний момент вдруг «нырял» под перекладину и попадал в ворота.
Окончил физкультурный институт, Высшую школу тренеров. В Минске вместе с Яковом Рудерманом тренировал команду «Спутник» на заводе имени Ленина. Трёхкратный чемпион БССР. Работал с командой камвольного комбината. Трудился в сфере общественного питания — владелец баров «Свислочь», «Неман»; совместные предприятия с испанцами — «Фрайдис», «Патио Пицца», «Испанский куток».